# Knooppunt Aalborg Centrum
Knooppunt Aalborg Centrum (Deens: Motorvejskryds Aalborg Centrum) is een knooppunt in Denemarken tussen de Nordjyske Motorvej richting Aarhus en Frederikshavn en de Ådalsmotorvejen richting het centrum van Aalborg. Het knooppunt is genoemd naar de stad Aalborg, waar het knooppunt ligt.
Het knooppunt is uitgevoerd als een splitsing. Alleen vanaf de Aarhus zijn alle richtingen mogelijk. 
| Aansluitende wegen | Aansluitende wegen     | Aansluitende wegen                       | Aansluitende wegen | Aansluitende wegen |
| ------------------ | ---------------------- | ---------------------------------------- | ------------------ | ------------------ |
|                    |                        | Ådalsmotorvejen richting Aalborg Centrum |                    |                    |
|                    |                        |                                          |                    |                    |
|                    | richting Frederikshavn |                                          |                    |                    |
|                    |                        |                                          |                    |                    |
| richting Aarhus    |                        |                                          |                    |                    |

Aalborg Centrum · Aalborg Nord · Aalborg Syd · Århus Nord · Århus Syd · Århus Vest · Avedøre · Ballerup · Brøndby · Fredericia · Gladsaxe · Herning · Herning Syd · Ishøj · Kliplev · Køge Vest · Kolding · Kolding Vest · Kongens Lyngby · Nørresundby Centrum · Odense · Rødovre · Skærup · Taastrup · Vallensbæk · Vendsyssel